# 우루과이의 동성결혼
우루과이의 동성결혼은 2013년 8월 5일부터 합법화되었다.

## 역사
2008년 1월 1일 우루과이는 남아메리카에서는 처음으로 동성간 시민 결합 제도를 도입하였다.
2009년 우루과이 대통령 선거에서 동성 결혼을 지지하는 좌파 계열 광역전선의 후보 호세 무히카가 승리하였다. 2010년에는 자유주의 계열의 콜로라도당 소속 전 대통령 훌리오 마리아 상기네티 또한 공개적으로 동성 결혼 제도 도입에 찬성한다고 밝혔다.
동성 결혼 법안은 2011년 4월 발의되었으며, 2012년에는 하급 법원에서 해외에서 치루어진 동성 결혼도 우루과이 정부가 인정해야한다는 판결이 내려졌다. 2013년 4월 10일 동성 결혼 법은 상원에서 23표를 하원에서 71표를 받아 통과되었으며, 2013년 5월 3일 호세 무히카 대통령이 법안에 서명하였으며, 법안은 8월 5일부터 효력이 시작하였다.

## 여론
2013년 2월 22일부터 3월 4일 사이에 실시된 Cifra 여론 조사에 따르면 응답자의 54%가 동성 결혼에 찬성을, 32%가 반대한다고 밝혔다.